# Annetta North
Annetta North – miasto w Stanach Zjednoczonych, w stanie Teksas, w hrabstwie Parker.